# Dion (Dorf)
Dion (neugriechisch Δίον (n. sg.), altgriechisch Δῖον) ist ein Dorf der Gemeinde Dion-Olymbos im Süden der griechischen Region Zentralmakedonien und bildet gemeinsam mit Platanakia die gleichnamige Dimotiki Kinotita Dion. Der Name Dion geht auf die antike Stadt Dion zurück, die das religiöse Zentrum des Königreichs Makedonien bildete und nach der römischen Eroberung zur Kolonie ernannt wurde. Funde der Ausgrabungen werden im Archäologischen Museum Dion präsentiert.
Der moderne Ort Dion entstand unabhängig von der antiken Stadt. Für ihn ist aus osmanischer Zeit vom Ende des 15. Jahrhunderts n. Chr. erstmals die Bezeichnung Malatria belegt. Das Dorf wurde 1962 von Malathria nach der angrenzenden antiken Stadt und Ausgrabungsstätte in Dion umbenannt.

## Lage
Die Dimotiki Kinotita Dion (Δημοτική Κοινότητα Δίου) nimmt im Süden des Gemeindebezirk Anatolikos Olymbos eine Fläche von 31,375 km² ein. Das Gebiet erstreckt sich entlang der Grenze zum Gemeindebezirk Litochoro in einem schmalen Streifen von etwa 2 km Breite und etwa 16 km Länge von der makedonische Küstenebene südwestwärts, wo ein Quellfluss des Pelekas und ein in Nord-Süd-Richtung verlaufender Bergrücken des Olymp die natürliche Grenze zu Thessalien bilden. Am Olymp steigt das Gelände auf über 2000 m Höhe über dem Meer an. Angrenzende Dimotikes Kinotites sind im Norden Karitsa und Vrondou.
Das Dorf Dion liegt im Osten der Dimotiki Kinotita in der Küstenebene zwischen den Flüssen Ourlias im Norden und Xidias im Süden Platanakia einen Kilometer südlich. Die Ausgrabungsstätte der antiken Stadt ist unmittelbar östlich der Ortsbebauung gelegen.

## Geschichte
Der englische Archäologe William Martin Leake berichtete 1806 in Travels in Northern Greece über Malathria als Landgut eines türkischen Gutsbesitzers. Der viereckige Platz mit Brunnen war an drei Seiten von Häuserreihen umgeben, wovon nur eine bewohnt war. Die Umgebung der Ansiedlung war mit Gehölz und Strauchwerk überwiegend von Gemeinem Stechdorn überwuchert. In einem kleinen durch Brandrodung urbar gemachten Bereich unweit der Häuser entdeckte Leake die Überreste vom Stadion und dem Theater des antiken Dion sowie zerstörte Kirchen eines ehemals bedeutenden christlichen Dorfes. Im übrigen Teil des Geländes weideten die Schafherden des Gutsbesitzers. Das Landgut ging 1822 nach dem Tod des Gutsbitzers in öffentliches Eigentum über. Der französische Archäologe Léon Heuzey besuchte Dion 1855 und erneut im Jahr 1861. Vom ersten Aufenthalt beschrieb er Malathria als Ansiedlung aus 25 bis 30 einfachsten Hütten als „erbärmlichsten Weiler, den ich jemals in meinem Leben gesehen habe“. Nach den 1886 veröffentlichten Reisenotizen des griechischen Offiziers und Ingenieurs Nikolaos Schinas war Malathria von 300 Familien bewohnt und hatte zwei Kirchen. Das nahegelegene Kalyves Malathrias bestand aus 60 bis 70 Hütten und war von christlichen Landwirten bewohnt. Wahrscheinlich zum Ende des 19. Jahrhunderts hatten Sarakatsanen aus Kokkinoplo im Olymp Kalyvia Malathria als Winterquartier gegründet.
Die Landgemeinde Dion wurde 1918 der Präfektur Thessaloniki anerkannt und kam 1949 durch Ausgliederung zur Präfektur Pieria. Sie bestand zunächst aus den Dörfern Karitsa und dem damals Malathria bezeichneten Dion sowie zwei weiteren, heute nicht mehr existierenden Siedlungen. Malathria wurde als Landgemeinde 1959 aus Dion ausgegliedert und Platanakia als Siedlung 1961 anerkannt. Die Umbenennung in Dion erfolgte 1962 und die Erhebung zur Gemeinde 1992. Mit der Gebietsreform 1997 wurde der Ort Dion zu einem von sechs Gemeindebezirken (Dimotiko Diamerisma) der damaligen Gemeinde Dion. Seit der Verwaltungsreform 2010 bildet Dion gemeinsam mit Platanakia die Ortsgemeinschaft Dion (Topiki Kinotita Diou Τοπική Κοινότητα Δίου) im Gemeindebezirk Dion der Gemeinde Dion-Olymbos. Unabhängig von der Einwohnerzahl wurde 2021 für die unterste Ebene der Kommunalen Selbstverwaltung der Begriff Dimotiki Kinotita eingeführt.
2011 wurde das Zentrum für Literatur und Künste gegründet.

## Einwohnerentwicklung
Einwohnerzahlen von Dion 1928–2011
| Name       | griechischer Name   | Code       | 1920 | 1928 | 1940 | 1951 | 1961 | 1971 | 1981 | 1991 | 2001 | 2011 | 2021 |
| ---------- | ------------------- | ---------- | ---- | ---- | ---- | ---- | ---- | ---- | ---- | ---- | ---- | ---- | ---- |
| Dion       | Δίον (n. sg.)       | 1102030401 | 144  | 231  | 514  | 688  | 910  | 1020 | 1080 | 1149 | 1336 | 1130 | 1120 |
| Platanakia | Πλατανάκια (n. pl.) | 1102030402 | 147* | 215* |      |      | 184  | 131  | 156  | 151  | 218  | 294  | 148  |
| Gesamt     | Gesamt              | 11020304   | 291  | 446  | 514  | 688  | 1094 | 1151 | 1236 | 1300 | 1554 | 1424 | 1268 |

* als Kalyvia Malathrias

## Wirtschaft und Verkehr
Traditionell zählen zu den bedeutendsten Einkommensquellen der Bevölkerung die Viehhaltung und der Tabakanbau. In Weidewirtschaft gehaltene Schafe und Ziegen liefern Milch für die Käseproduktion von Feta, Kaseri und Myzithra in einer örtlichen Käserei. Aufgrund sinkender Nachfrage ist der Anbau von Tabak der Lokalsorte Katerini rückläufig. Während der letzten Jahre wurde der Anbau von Obstkulturen und Früchten verstärkt. Der Kiwianbau wird in Dion seit den 1970er Jahren betrieben. Pieria ist das bedeutendste Anbaugebiet Griechenlands und seit 2002 mit der Bezeichnung Aktinidio Pierias (Ακτινίδιο Πιερίας ‚Kiwi aus Pieria‘) als geschützte geografische Angabe in der europäischen Union eingetragen.
Durch den Ort verläuft in Nord-Süd-Richtung die Landstraße Katerini – Limena Litochoriou (Επαρχιακή Οδός Κατερίνης - Λιμένα Λιτοχώρου), wo im Süden mit der Anschlussstelle Dion Anschluss an die Autobahn 1, der bedeutendsten Verkehrsader Griechenlands, besteht.